# Armadillidium ficalbii
Armadillidium ficalbii is een pissebed uit de familie Armadillidiidae. De wetenschappelijke naam van de soort is voor het eerst geldig gepubliceerd in 1911 door Arcangeli.